# Ландау ан дер Изар
Ландау ан дер Изар (њем. Landau an der Isar) град је у њемачкој савезној држави Баварска. Једно је од 15 општинских средишта округа Динголфинг-Ландау. Према процјени из 2010. у граду је живјело 12.741 становника. Посједује регионалну шифру (AGS) 9279122.

## Географски и демографски подаци
Ландау ан дер Изар се налази у савезној држави Баварска у округу Динголфинг-Ландау. Град се налази на надморској висини од 390 метара. Површина општине износи 84,4 km². У самом граду је, према процјени из 2010. године, живјело 12.741 становника. Просјечна густина становништва износи 151 становника/km².